# Walbeck (Landkreis Börde)
Walbeck is een plaats en voormalige gemeente in de Duitse deelstaat Saksen-Anhalt, en maakt deel uit van de Landkreis Börde.
Walbeck telt 775 inwoners.

## Geboren
- August Ahrens (1779-1841), entomoloog